# Predestination (film)
Predestinare (titlu original: Predestination) este un film american și australian SF thriller din 2014 regizat de Frații Spierig. Rolurile principale au fost interpretate de actorii Ethan Hawke, Sarah Snook și Noah Taylor. Este bazat pe povestirea science fiction "—All You Zombies—" de Robert A. Heinlein și a avut premiera la SXSW în martie 2014.

## Distribuție
- Ethan Hawke - The Barkeep/John/Jane/The Unmarried Mother
- Sarah Snook -Jane/John/The Unmarried Mother
  - Monique Heath -10-year-old Jane
  - Olivia Sprague -5-year-old Jane
- Noah Taylor - Mr. Robertson
- Madeleine West - Mrs. Stapleton
- Christopher Kirby - Agent Miles
- Freya Stafford - Alice
- Jim Knobeloch - Dr. Belfort
- Christopher Stollery - The Interviewer
- Tyler Coppin - Dr. Heinlein
- Rob Jenkins - Mr. Jones